# Sprouts Farmers Market
Sprouts Farmers Market, Inc. (NASDAQ: SFM

) er en amerikansk supermarkedskæde, der er baseret i Phoenix, Arizona. De tilbyder et stort udvalg af naturlige og økologiske fødevarer. Sprouts har 35.000 ansatte og over 380 butikker i 23 delstater.